# Graciela Dixon
Graciela Josefina Dixon Caton (Colón, 21 de marzo de 1955) es una abogada panameña. Fue elegida presidenta de la Corte Suprema de Justicia de Panamá desde 2006 hasta 2007, es la primera mujer afrodescendiente en ocupar esta posición.
Los magistrados de la Corte Suprema de Justicia de Panamá tienen mandatos fijos de 10 años y eligen, entre ellos, el Presidente de la Corte Suprema de Justicia, que se desempeña por un mandato de dos años. Fue nominada por Panamá, bajo el Estatuto de Roma, para sentarse en la Corte Penal Internacional en La Haya, sin embargo, esta nominación no tuvo éxito.
Antes de convertirse en magistrada de la Corte Suprema, Dixon pasó 22 años en la práctica legal privada. Es graduada de la Universidad de Panamá y de la Universidad Católica Santa María La Antigua.